# Centroglossa
Centroglossa é um género botânico pertencente à família das orquídeas (Orchidaceae). Foi proposto por João Barbosa Rodrigues em Genera et Species Orchidearum Novarum 2: 234, em 1882. A Centroglossa macroceras Barb.Rodr. é sua espécie tipo. O nome do gênero vem do grego kentron, centro ou esporão, e glossa, língua, em referência ao esporão presente no labelo de suas flores.

## Distribuição
Este gênero agrupa apenas seis pequenas espécies epífitas, de crescimento cespitoso, naturais do sudeste brasileiro, as quais normalmente aparecem à sombra das matas úmidas.

## Descrição
Apresentam pseudobulbos minúsculos, ovóides, um pouco achatados lateralmente, encimados por uma única folha carnuda e plana, ou levemente acanoada, coriácea, alongada ou larga, lanceolada, pseudopeciolada, ladeado por duas a quatro Baínhas e folhas basilares imbricadas, com o mesmo aspecto e tamanho da folha apical formando uma espécie de leque, em regra pendente ou inclinado, onde o pseudobulbo passa quase despercebido. As múltiplas inflorescências racemosas emergem das axilas dessas Baínhas, são curtas, arqueadas ou pendentes, e contém uma ou diversas flores espaçadas proporcionalmente grandes mas algo ocultas em meio às folhas, geralmente brancas, verdes ou pálidas.
As flores têm sépalas laterais pequenas, mais ou menos ovaladas ou elípticas, côncavas, livres, a dorsal pouco maior, pétalas em regra pouco maiores que as sépalas, com margem algo serrilhada. O labelo é muito variável, côncavo ou explanado, porém sempre apresenta calo na base e esporão nitidamente visível. coluna curta, apoda, sem asas, ereta, com dois estaminóides dos lados e antera terminal com dois pares de polínias cerosas ovóides.
Dos gêneros afins diferenciam-se pelas flores cujo labelo apresenta manifesto calcar, razão pela qual eram antigamente classificadas junto a Trichocentrum.

## Espécies
1. Centroglossa castellensis Brade, Arch. Jard. Bot. Rio de Janeiro 9: 12 (1949).
2. Centroglossa glaziovii Cogn. in C.F.P.von Martius & auct. suc. (eds.), Fl. Bras. 3(6): 189 (1904).
3. Centroglossa greeniana (Rchb.f.) Cogn. in C.F.P.von Martius & auct. suc. (eds.), Fl. Bras. 3(6): 190 (1904).
4. Centroglossa macroceras Barb.Rodr., Gen. Spec. Orchid. 2: 235 (1881).
5. Centroglossa nunes-limae Porto & Brade, Anais Reunião Sul-Amer. Bot. 3: 41 (1938 publ. 1940).
6. Centroglossa tripollinica (Barb.Rodr.) Barb.Rodr., Gen. Spec. Orchid. 2: 235 (1881).